# Zero to One
Zero to One: Wie Innovation unsere Gesellschaft rettet (englisch: Zero to One: Notes on Startups, or How to Build the Future) ist ein 2014 erschienenes Sachbuch des in Deutschland geborenen US-amerikanischen Unternehmers und Investors Peter Thiel, das er gemeinsam mit Blake Masters geschrieben hat. Es ist eine gekürzte und aktualisierte Fassung der sehr beliebten Online-Notizen, die Masters für einen Kurs über Start-ups gemacht hatte, den Thiel im Frühjahr 2012 an der Stanford University gehalten hatte. Das Buch hat 224 Seiten und wurde von dem Verlag Crown Business vertrieben.

## Inhalt
Zu Beginn des Buches wird der Unterschied zwischen vertikalem und horizontalem Fortschritt beschrieben. Bei horizontalem Fortschritt würden bestehende Konzepte oder Produkte weiterentwickelt und verbessert werden. Dabei würde eine Entwicklung von eins zu "n" (eine beliebige Nummer) gemacht. Bei vertikalem Fortschritt dagegen würde ein völlig neues Produkt oder Konzept eingeführt werden, was bedeutet, einen Sprung von null auf eins (Zero to One) zu machen. Die nächste große Geschäftsidee wird den Autoren zufolge keine Weiterentwicklung einer bestehenden Idee sein, sondern etwas völlig Neues. So wird beispielsweise der nächste Mark Zuckerberg kein soziales Netzwerk entwickeln. Unternehmer könnten demzufolge keine durchschlagenden Erfolge erzielen, wenn sie nur eine andere Idee kopierten. Um erfolgreich zu sein, raten die Autoren Unternehmensgründern innerhalb eines Nischenmarktes zu beginnen, diesen zu monopolisieren und sich mit der Zeit auf weitere Geschäftsfelder auszudehnen. Als Beispiel dafür könnten erfolgreiche Unternehmen wie Amazon gelten, welches sich von einem Buchhändler zu einem Einzelhändler und schließlich zu einem Technologieunternehmen gewandelt habe. Wettbewerb wird als zerstörerisch für Profite bezeichnet; als Beispiel wird angeführt, dass Fluggesellschaften oder Restaurants aufgrund des großen Wettbewerbs zwischen ihnen nur kleine Gewinnmargen hätten. Die Suchmaschine Google habe dagegen extrem hohe Gewinne, da sie ein Monopol im Bereich der Suchmaschinen darstelle. Deshalb sei der Aufbau eines Monopols wichtig und Unternehmer sollten sich von der Idee eines gesunden Wettbewerbs in einem bestehenden Markt verabschieden und stattdessen versuchen, von null auf eins in einem völlig neuen Markt zu gehen. Monopole würden sich durch eine Reihe von Merkmalen von der Konkurrenz unterscheiden. Dazu gehörten die Kontrolle über proprietäre Technologie sowie Vorteile durch den Netzwerkeffekt, den Skaleneffekt und den Aufbau einer dominanten Marke. Die Autoren empfehlen deshalb nach diesen vier Kriterien beim Aufbau eines Unternehmens zu streben. Der These, dass derartige Monopole für die Gesellschaft schlecht seien, wird widersprochen. Stattdessen hätten solche Unternehmen einfach etwas geschaffen, was andere nicht kopieren könnten, oder es einfach "besser" gemacht, was auch die Konkurrenz dazu zwänge, mit neuen Innovationen von "null auf eins" zu gehen, um sich am Markt zu behaupten.

## Rezeption
Im Atlantic beschrieb Derek Thomson Thiels Buch als das möglicherweise beste Wirtschaftsbuch, das er je gelesen hat. In seinem Rezensionsartikel schreibt er: "Peter Thiels neues Buch Zero to One leuchtet wie ein Laserstrahl. Ja, es ist ein Selbsthilfebuch für Unternehmer und strotzt nur so vor Sprüchen und sonniger Zuversicht über die Zukunft, die nur Start-ups aufbauen können. Aber es ist viel mehr als das, es ist auch eine klare und tiefgründige Artikulation von Kapitalismus und Erfolg in der Wirtschaft des 21. Jahrhunderts" und "es ist auf wunderbare Weise überraschend, wie einfach sich Zero to One anfühlt. Auf kaum 200 Seiten und mit klarer Prosa und prägnanten Aphorismen hat Thiel eine perfekt tweetbare Abhandlung und ein schonungslos zum Nachdenken anregendes Handbuch geschrieben".
Publishers Weekly schrieb über das Buch: "Thiel geht darauf ein, wie man ein erfolgreiches Unternehmen aufbaut, aber die Diskussion ist zu abstrakt, um dem nächsten Steve Jobs – oder Peter Thiel – viel zu bieten."
Im November 2014 rezensierte Timothy B. Lee das Buch für Vox.com und schrieb, Thiels Buch enthalte zwar einige gute Ratschläge, aber er lasse die Ratschläge konträrer klingen, als sie tatsächlich seien, gebe nicht genügend konkrete Ratschläge und stelle einige fragwürdige Behauptungen auf.
An Thiel und seinem Buch wurde kritisiert, dass er Unternehmensgründer zum Aufbau von Monopolen aufrufen würde, welche schädliche Auswirkungen auf die Gesellschaft hätten, jedoch seiner persönlichen Ideologie entsprechen würden.